# إنديغو (رواية)
إنديغو (بالإنجليزية: Indigo) هي رواية للكاتبة الإنجليزية مارينا وارنر، نشرت عام 1992، عن دار نشر سايمون آند شوستر، وهي إعادة سرد حديثة لمسرحية وليم شكسبير «العاصفة».